# بيدرو روكي
بيدرو روكي هو مصارع هاوي كوبي، ولد في 13 مارس 1968، وتوفي في 24 مايو 2015 في هافانا في كوبا.

## وصلات خارجية
- بيدرو روكي على موقع قاعدة بيانات المصارعة الدولية (الإنجليزية)